# Moltifao
Moltifao (in corso Moltifau) è un comune francese di 729 abitanti situato nel dipartimento dell'Alta Corsica nella regione della Corsica.

## Società

### Evoluzione demografica
Abitanti censiti